# Cantone di Putanges-Pont-Écrepin
Il Cantone di Putanges-Pont-Écrepin era una divisione amministrativa dell'arrondissement di Argentan.
È stato soppresso a seguito della riforma complessiva dei cantoni del 2014, che è entrata in vigore con le elezioni dipartimentali del 2015.
Comprendeva i comuni di:
- Bazoches-au-Houlme
- Champcerie
- Chênedouit
- La Forêt-Auvray
- La Fresnaye-au-Sauvage
- Giel-Courteilles
- Habloville
- Ménil-Gondouin
- Ménil-Hermei
- Ménil-Jean
- Ménil-Vin
- Neuvy-au-Houlme
- Putanges-Pont-Écrepin
- Rabodanges
- Ri
- Rônai
- Les Rotours
- Saint-Aubert-sur-Orne
- Sainte-Croix-sur-Orne
- Sainte-Honorine-la-Guillaume
- Saint-Philbert-sur-Orne